# Kristmann Guðmundsson
Kristmann Guðmundsson (* 23. Oktober 1901 auf Þverfell, Borgarfjörður; † 20. November 1983 in Reykjavík) war ein isländischer Schriftsteller. Sein Werk besteht aus über 30 Liebesromanen und -novellen. Er war neben Gunnar Gunnarsson und Halldór Laxness einer der ersten international bekannten Schriftsteller Islands. Übersetzungen seiner Werke existieren in 36 Sprachen.

## Leben
Kristmann war der uneheliche Sohn eines Bauernmädchens und wuchs in Armut auf. Seine Bildung erwarb er sich überwiegend als Autodidakt. Er war Gelegenheitsarbeiter und ab 1923 Journalist. Von 1924 bis 1939 lebte er hauptsächlich in Norwegen, aber auch in Österreich, England und Dänemark. Seine in dieser Zeit entstandenen Werke veröffentlichte er in norwegischer Sprache. 1939 kehrte er wieder nach Island zurück. Seine Hauptthemen sind obsessive Liebe, Hass und Angst. Der Autor selbst war sieben Mal verheiratet und ein unverbesserlicher Schürzenjäger.

## Werke (Auswahl)
- Islandsk Kjærlighet (1924)
- Brudekjolen (1927) – deutsch Das Brautkleid (1930)
- Livets morgen (1929) – deutsch Morgen des Lebens (1934)
- Den blå kyst (1931) – deutsch Die blaue Küste (1933)
- Det hellige fjeld (1932) – deutsch Das neue Land (1936)
- Den første vår (1933) – deutsch Vorfrühling (1935)
- Hvite netter (1934) – deutsch Helle Nächte (1936)
- Lampen (1936) – deutsch Die Lampe (1940)
- Gudinnen og oksen (1938) deutsch Die Göttin und der Stier
- Þokan rauða (erster Band 1950, zweiter Band 1952)
- Jordens Barn – deutsch Kinder der Erde (1937)